# Don't Tear Me Up
Don't Tear Me Up is een nummer van de Britse rockmuzikant Mick Jagger uit 1993. Het is de tweede single van zijn derde soloalbum Wandering Spirit.
Het nummer, dat gaat over een stukgelopen relatie, werd enkel in Nederland een klein hitje. In de Nederlandse Top 40 haalde het de 19e positie.